# James John Garth Wilkinson
Pour les articles homonymes, voir James Wilkinson (homonymie).
James John Garth Wilkinson (3 juin 1812 - 18 octobre 1899) est un écrivain anglais principalement connu pour ses ouvrages sur les enseignements de Emmanuel Swedenborg.